# Spider-Man : Allié ou Ennemi
 (octobre 2019).
Si vous disposez d'ouvrages ou d'articles de référence ou si vous connaissez des sites web de qualité traitant du thème abordé ici, merci de compléter l'article en donnant les références utiles à sa vérifiabilité et en les liant à la section « Notes et références ».
Spider-Man : Allié ou Ennemi (Spider-Man: Friend or Foe) est un jeu vidéo d'action développé par Next Level Games et édité par Activision en 2007 sur Xbox 360, Wii et PlayStation 2. Parallèlement, Artificial Mind & Movement a développé les versions Nintendo DS et PSP, et Beenox Studios pour la version Windows.

## Synopsis
Nick Fury demande de l'aide à Spider-Man parce qu'une menace éclate sur la terre. Spider-Man, aidé de quelques alliés ou étrangement aidé de ses pires ennemis, va parcourir la terre pour démasquer un étrange individu. Ils doivent partir à la recherche des météorites.
L'histoire commence lorsque Spider-Man se fait attaquer par tous les ennemis qu'il a croisés au cours de la trilogie de Sam Raimi : le Bouffon Vert ; le Docteur Octopus ; Venom et l'Homme-Sable. Le héros est brièvement rejoint et aidé par le nouveau Bouffon vert (Harry Osborn) avant que ne surgissent d'étranges créatures ressemblant beaucoup à Venom. Les créatures capturent les super-vilains et Spider-Man est sauvé par Nick Fury, le directeur du SHIELD. Ce dernier lui explique que la météorite qui a contenu le symbiote aujourd'hui lié à Venom faisait partie de tout un groupe de météorites. L'un d'entre eux s'est écrasé sur Terre amenant le symbiote de Venom et un autre a ricoché sur l'atmosphère et s'est brisé en plusieurs fragments qui ont atterri en différents endroits de la Terre. Un mystérieux super-vilain a récupéré le premier et a utilisé le symbiote contenu dedans pour créer des créatures appelées "Phantoms", un mélange de symbiote et d'hologrammes. Il a aussi capturé les ennemis de Spider-Man et utilise des amulettes spéciales pour les contrôler. 
Spider-Man devra voyager à travers le monde pour retrouver les autres fragments en premier. Il se fera des alliés super-héros et devra affronter ses ennemis contrôlés par le créateur des Phantoms. Après les avoir battus, ils redeviennent eux-mêmes et décident de se rallier à Spider-Man pour se venger ou pour éviter la prison.
Finalement, le créateur des Phantoms s'avère être Mystério réfugié au Népal. Ce dernier s'empare des autres fragments et Spider-Man est obligé de laisser un symbiote se lier à lui pour pouvoir arrêter Mystério. Le symbiote lui sera retiré ensuite et Fury examinera le contenu des fragments en nommant le fichier "Carnage".

## Voix

### Voix originales
- James Arnold Taylor : Spider-Man

### Voix françaises
- Marc Saez : Spider-Man
- Gabriel Le Doze : Docteur Octopus
- Marc Alfos : Nick Fury
- Damien Boisseau : Harry Osborn
- Cyrille Monge : Bouffon Vert
- Patrick Béthune : Homme-Sable
- Thierry Mercier : Blade

## Système de jeu
Le jeu se joue à un ou deux joueur(s). Le premier joueur contrôle Spider-Man, le deuxième ou bien l’ordinateur (si l’on joue seul) contrôle un allié de Spider-Man, les seuls disponibles dès le début étant Aaron Davis, alias le Rôdeur, et la Chatte Noire. Au fur et à mesure de notre avancée dans le jeu, l’on débloque des nouveaux alliés.

## Réception
- GameSpot : 6/10[réf. nécessaire]